# Mark Galedo
Mark Galedo, né le 11 septembre 1985 à Quezon City, est un coureur cycliste philippin.

## Palmarès et résultats

### Palmarès par année
- 2011
  - 10e étape de la Ronda Pilipinas
- 2012
  - Classement général de la Ronda Pilipinas
- 2013
  -  Médaillé d'or du contre-la-montre aux Jeux d'Asie du Sud-Est
- 2014
  - Tour des Philippines :
    - Classement général
    - 2e étape

  - 3e de la Ronda Pilipinas
- 2015
  - 2e du championnat des Philippines sur route
  - 2e du championnat des Philippines du contre-la-montre
  - 2e du Tour des Philippines
  - 3e du Tour de Bornéo
- 2016
  - Tour de Guam
  - 3e du Hell of the Marianas
- 2017
  - Tour de Guam
  - Hell of the Marianas
- 2018
  -  Champion des Philippines du contre-la-montre
  - Tour de Guam
- 2019
  -  Champion des Philippines du contre-la-montre
  - 7-Eleven Tour[1]
  - Tour de Guam
  - 3e du championnat des Philippines sur route
- 2022
  -  Champion des Philippines du contre-la-montre
- 2023
  - 2e du Tour de Guam
- 2024
  - Tour de Guam

### Classements mondiaux
| Année                                 | 2012 | 2013 | 2014 | 2015 | 2016  | 2017 | 2018  | 2019  | 2020 | 2021 | 2022  | 2023  |
| ------------------------------------- | ---- | ---- | ---- | ---- | ----- | ---- | ----- | ----- | ---- | ---- | ----- | ----- |
| Classement mondial                    |      |      |      |      | 1692e | nc   | 2164e | 3271e | nc   | nc   | 1455e | 2969e |
| UCI Asia Tour                         | 232e | 240e | 67e  | 30e  | 304e  | nc   | 422e  | 359e  | nc   | nc   | 115e  | nc    |
|                                       |      |      |      |      |       |      |       |       |      |      |       |       |
| Légende : nc = non classéSource : UCI |      |      |      |      |       |      |       |       |      |      |       |       |